# Pseudoxyomus geminata
Pseudoxyomus geminata är en skalbaggsart som beskrevs av Schmidt 1911. Pseudoxyomus geminata ingår i släktet Pseudoxyomus och familjen Aphodiidae. Inga underarter finns listade i Catalogue of Life.